# Paskov (zámek)
Zámek Paskov je stavba ve městě Paskov, bývalé šlechtické sídlo paskovského panství. Raně barokní zámek vznikl v 17. století za Bruntálských z Vrbna přestavbou starší tvrze. Ve vlastnictví zámku a panství se vystřídalo několik šlechtických i podnikatelských rodin. Zámek byl průběžně adaptován, ke změnám došlo i v úpravách zámeckého parku. K zásadním zásahům do celkové podoby zámku došlo ještě na přelomu 19. a 20. století za posledních soukromých majitelů hrabat Stolbergů. Ve druhé polovině 20. století fungoval zámek jako zdravotnické zařízení. V roce 2013 jej do vlastnictví získalo město Paskov a po rekonstrukci slouží zámek od roku 2018 jako regionální muzeum. Zámecký areál je od roku 1958 zapsán na seznamu kulturních památek.

## Historie

### Nejstarší dějiny

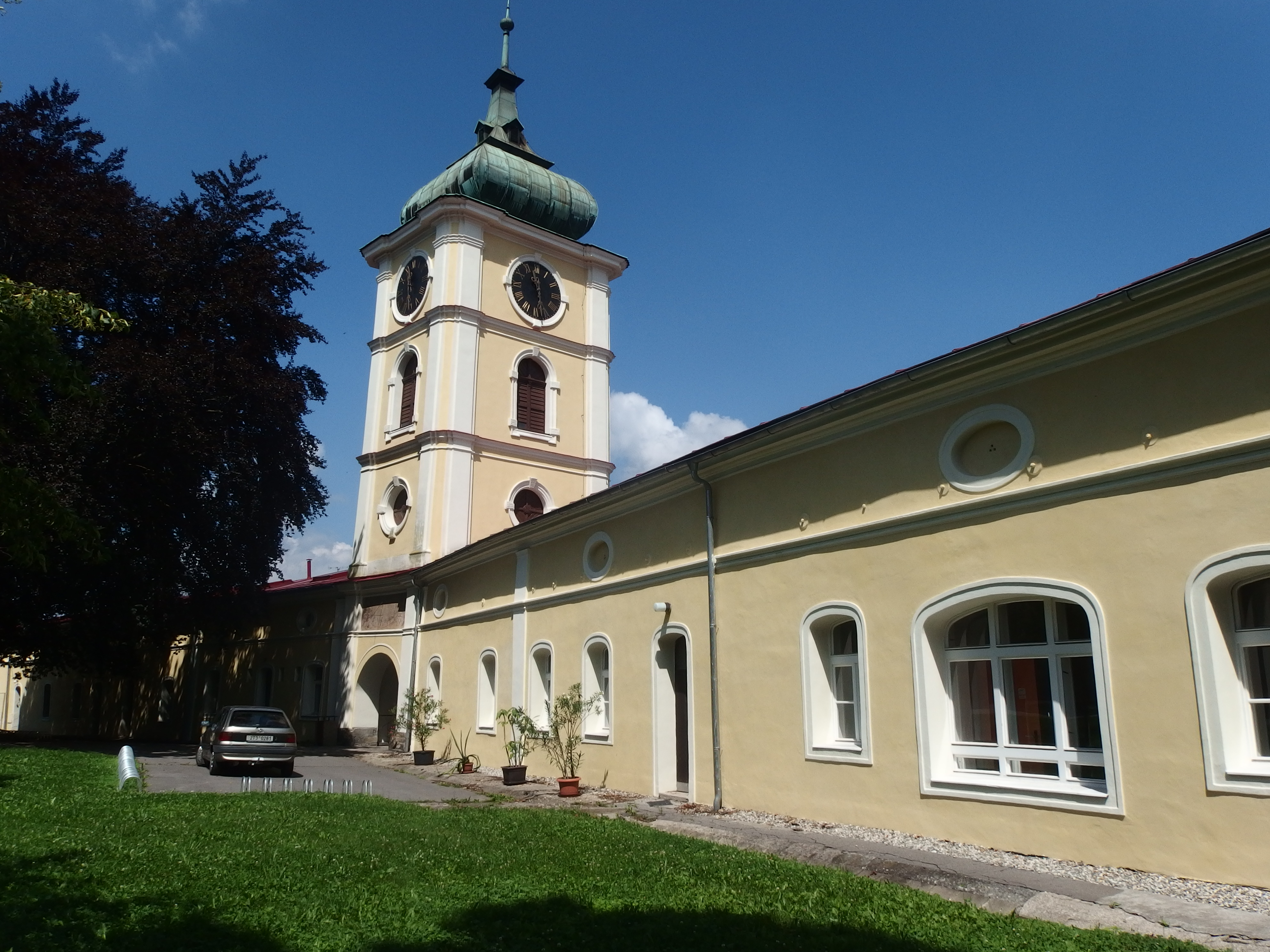
Budova předzámčí vzniklá z původního opevnění tvrze

První písemná zmínka o Paskovu (ve starších pramenech též Pastkov, německy Paskau) pochází z roku 1267, jedná se o listinu olomouckého biskupa Bruna ze Schauenberku. Paskov byl pak několik staletí lenním statkem olomouckého biskupství a v jeho držení se vystřídalo několik rodin, například Černohorští z Boskovic, Žerotínové nebo Pernštejnové. Ve sporu o léno se v roce 1484 poprvé připomíná tvrz. Ke změně v majetkoprávním postavení došlo v roce 1530, kdy olomoucký biskup Stanislav I. Thurzo uvolnil Paskov z lenního svazku a statek se stal dědičným majetkem Jana z Pernštejna. Ten prodal v roce 1547 statek Čelům z Čechovic, jimž patřil následujících třicet let.
Na krátkou dobu vlastnil Paskov v letech 1577–1579 slezský humanista, učenec a diplomat Ondřej Dudič z Hořehovice (1533–1589). Ten v Paskově trvale žil a učinil z tvrze centrum svých společenských kontaktů, již po dvou letech ale panství za nevýhodných podmínek prodal Ctiboru Syrakovskému z Pěrkova. Ctibor Syrakovský byl dlouholetým nejvyšším zemským písařem na Moravě (1579–1601) a významnou osobnotí moravské společnosti druhé poloviny 16. století. Stavěl zámky ve Staré Vsi nad Ondřejnicí a v Zábřehu. Koncem 16. století nechal rozšířit také tvrz v Paskově, což dokládá rodový erb s iniciálami CZ dochovaný na kamenném překladu zazděném dnes v zámku. Syrakovský i jeho synové patřili k předním stoupencům katolické církve na severní Moravě, vyčerpávaly je ale také četné soudní spory. Od zadlužených Ctiborových synů Jana mladšího a Ctibora mladšího koupila Paskov v roce 1614 za 52 000 zlatých Kateřina Onšíková z Bělkovic, která naopak projevy katolické víry potírala. Nekatolického vyznání byl i její bratranec Kryštof Cedlar z Hofu, který panství zdědil v roce 1617, sídlil však spíše na zámku ve Zlíně. Zúčastnil se stavovského povstání, ale zemřel již v roce 1619. Jeho dědičkou byla sestra Anna Cedlarová z Hofu, také ona podporovala stavovskou opozici a její majetek byl zabaven během pobělohorských konfiskací. V letech 1622–1624 patřil Paskov s dalšími konfiskáty do správy dvorské komory.

### Paskov za Bruntálských z Vrbna a Oppersdorfů

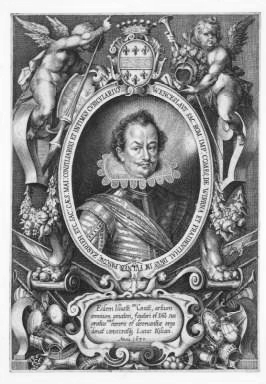
Hrabě Václav Bruntálský z Vrbna (1589–1649), iniciátor přestavby zámku v 17. století

V prodeji konfiskátů měl rozhodující slovo moravský místodržitel kardinál František z Ditrichštejna. O Paskov projevilo zájem několik uchazečů, z nich byl nakonec nejúspěšnější Václav Bruntálský z Vrbna (1589–1649), který za panství spolu s dalšími statky nabídl 50 000 zlatých. Do jeho vlastnictví přešel Paskov v roce 1624. Bruntálského éra se nesla ve znamení rekatolizace, útlaku poddaných a událostí třicetileté války. Václav Bruntálský někdy na přelomu 20. a 30. let přistoupil k přestavbě tvrze na raně barokní zámek s prvky doznívající renesance. Stavba probíhala v několika etapách, práce probíhaly ještě v letech 1640–1646. Výsledkem přestavby byla jednopatrová čtyřkřídlá budova s uzavřeným nádvořím. Část bývalého opevnění tvrze byla přebudována na předzámčí se vstupní věží a nárožními bastiony. V závěru třicetileté války byl zámek poškozen průchody vojsk a po smrti Václava Bruntálského zahájila jeho manželka Alžběta, rozená Dembinská, další stavební úpravy. Ty byly zaměřeny především na zlepšení opevnění, jehož nedostatky se projevily během posledních let třicetileté války. Po dosažení zletilosti převzal panství v roce 1656 hrabě Jan František Bruntálský z Vrbna (1634–1705). Ten se na Paskově zdržoval minimálně, protože se sňatkem spříznil s významnou rodinou Martiniců a za úřednickou kariérou přesídlil do Čech. Měl zájem na výnosech paskovského panství, ale zároveň se je snažil řadu let prodat.
Po četných pokusech zbavit se Paskova jej Jan František Bruntálský z Vrbna prodal až v roce 1690. Novým majitelem se za 63 000 zlatých stal hrabě Bedřich z Oppersdorfu (†1699), který zastával vysoké zemské úřady na Moravě. Jeho dědicem byl syn František Josef (1658–1714), který byl dlouholetým moravským zemským hejtmanem a po dlouhé době také trvalým obyvatelem paskovského zámku. Jeho éru připomíná název vesnice Oprechtice (dříve Oppersdorf). Z doby kolem roku 1700 známe vyobrazení zámku, podrobný popis z pozůstalostního inventáře z roku 1714 svědčí o honosně vybaveném panském sídle s okrasnou zahradou. František Josef Oppersdorf po sobě zanechal značné dluhy, v dědickém řízení navíc vyšlo najevo, že se v úřadu zemského hejtmana dopouštěl defraudace. Vdova Anna Františka byla vystavena několika exekucím a nakonec byla nucena panství prodat.

### Zámek v 18.–20. století

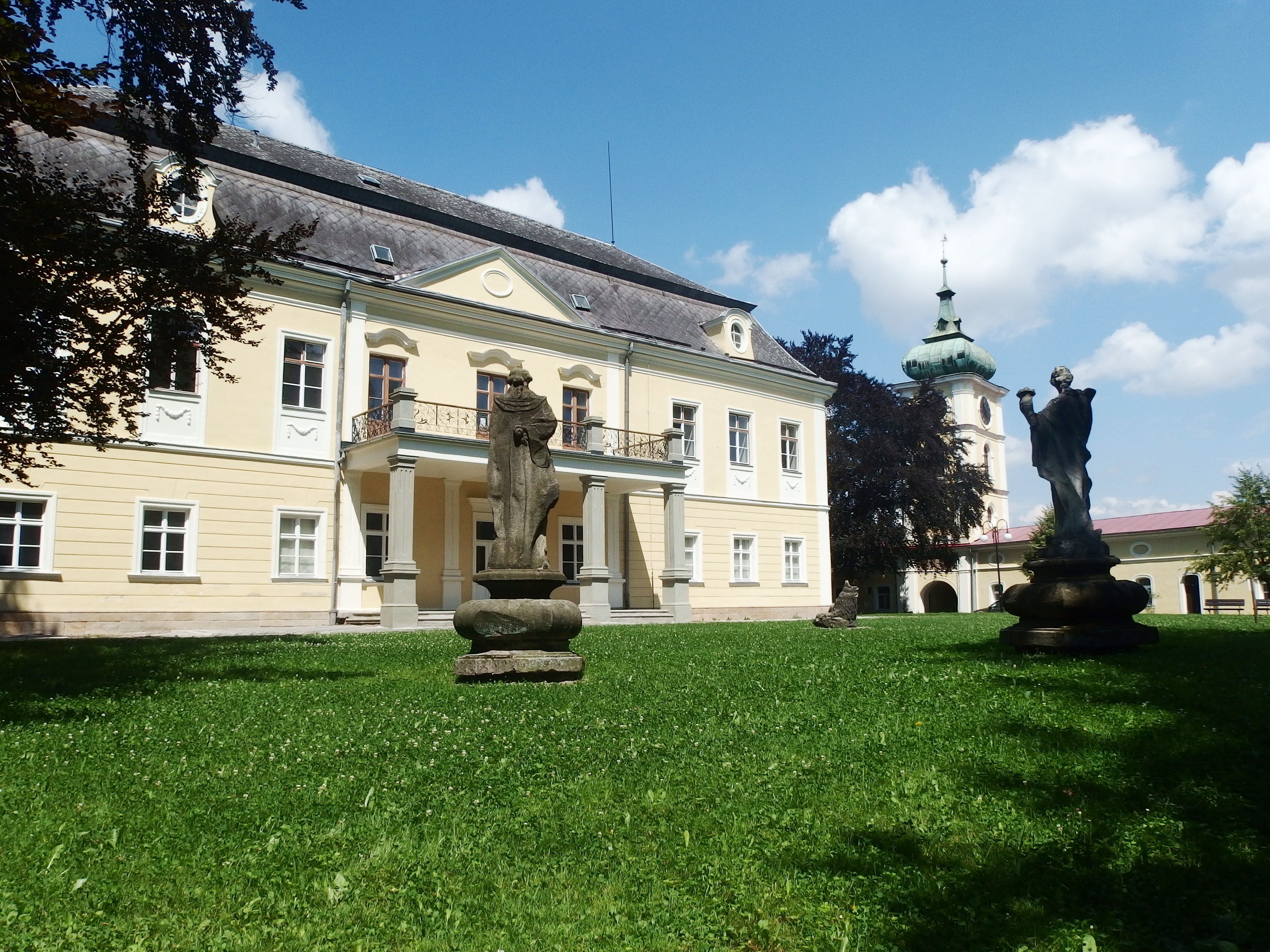
Zámek Paskov

V roce 1717 koupil Paskov ve veřejné dražbě za 74 000 zlatých rytíř Filip Ignác Hoch, který dosud vlastnil statky na Třebíčsku. Podle kupní smlouvy patřilo k panství město Paskov a sedm vesnic, hospodářské zázemí tvořily pivovar, sladovna, mlýn, hospodářské dvory a sýpky. K zámku patřila okrasná zahrada s oranžerií a skleníky. Rytíř Hoch se musel vypořádat se zadlužením z doby Oppersdorfů, později navíc vedl dlouholetý soudní spor o hranice panství se Skrbenskými z Hříště na sousedním Šenově. Proto se rozhodl panství prodat (1731) a nový majitel baron Samuel František Rebentisch za ně zaplatil 100 000 zlatých. Rebentisch v Paskově nikdy nebyl, protože byl státními úřady vázán k pobytu v Uhrách. Zemřel v roce 1734 a panství za nezletilé syny spravovala manželka Marie Paula, rozená Gallanegh (1692–1758). Ta znovu na paskovském zámku trvale sídlila a v roce 1736 se podruhé provdala za polního maršála Jana Daniela Fürstenbusche. Hraběnka Fürstenbuschová nechala v Paskově postavit nový kostel a faru. Po její smrti převzal panství nejmladší syn Achác Jan Nepomuk Rebentisch, krajský hejtman v Uherském Hradišti. Ten zděděný majetek ve velmi krátké době zadlužil (jeho přístup ke správě majetku odhadla ještě za svého života matka a původně jej chtěla ve své poslední vůli opominout). Achác Rebentisch začal rozprodávat mobiliář zámku včetně vybavení kaple a nakonec byl nucen celé panství prodat. Paskov se vším příslušenstvím koupil v roce 1765 za 125 000 zlatých bohatý Olomoucký obchodník a podnikatel Karel Pamesberger z Kettenburgu. Jeho dědicové neměli na Moravě obyvatelské právo (inkolát), proto došlo v roce 1779 k další změně majitele.

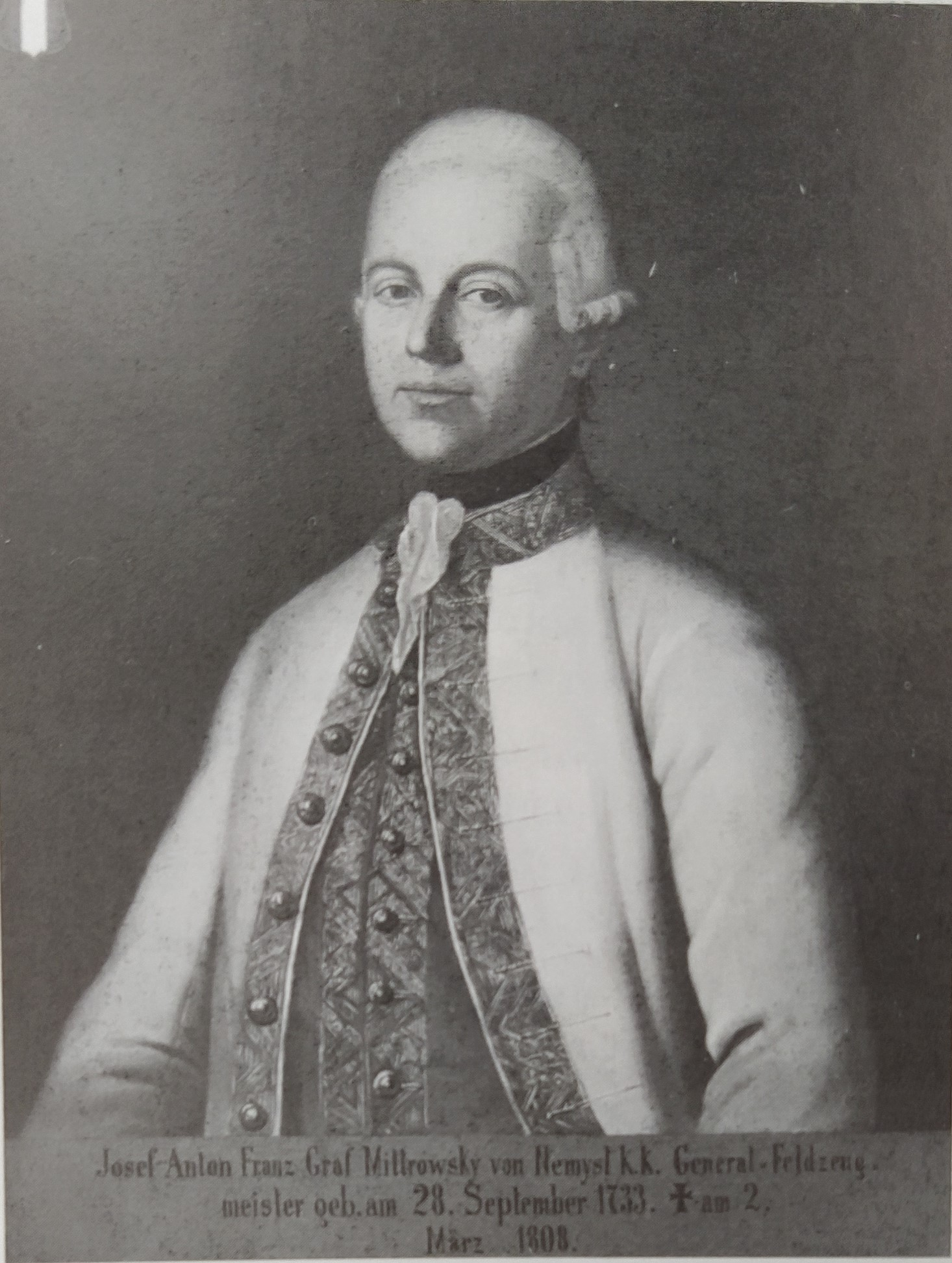
Josef Antonín Mitrovský, majitel Paskova v letech 1779–1808

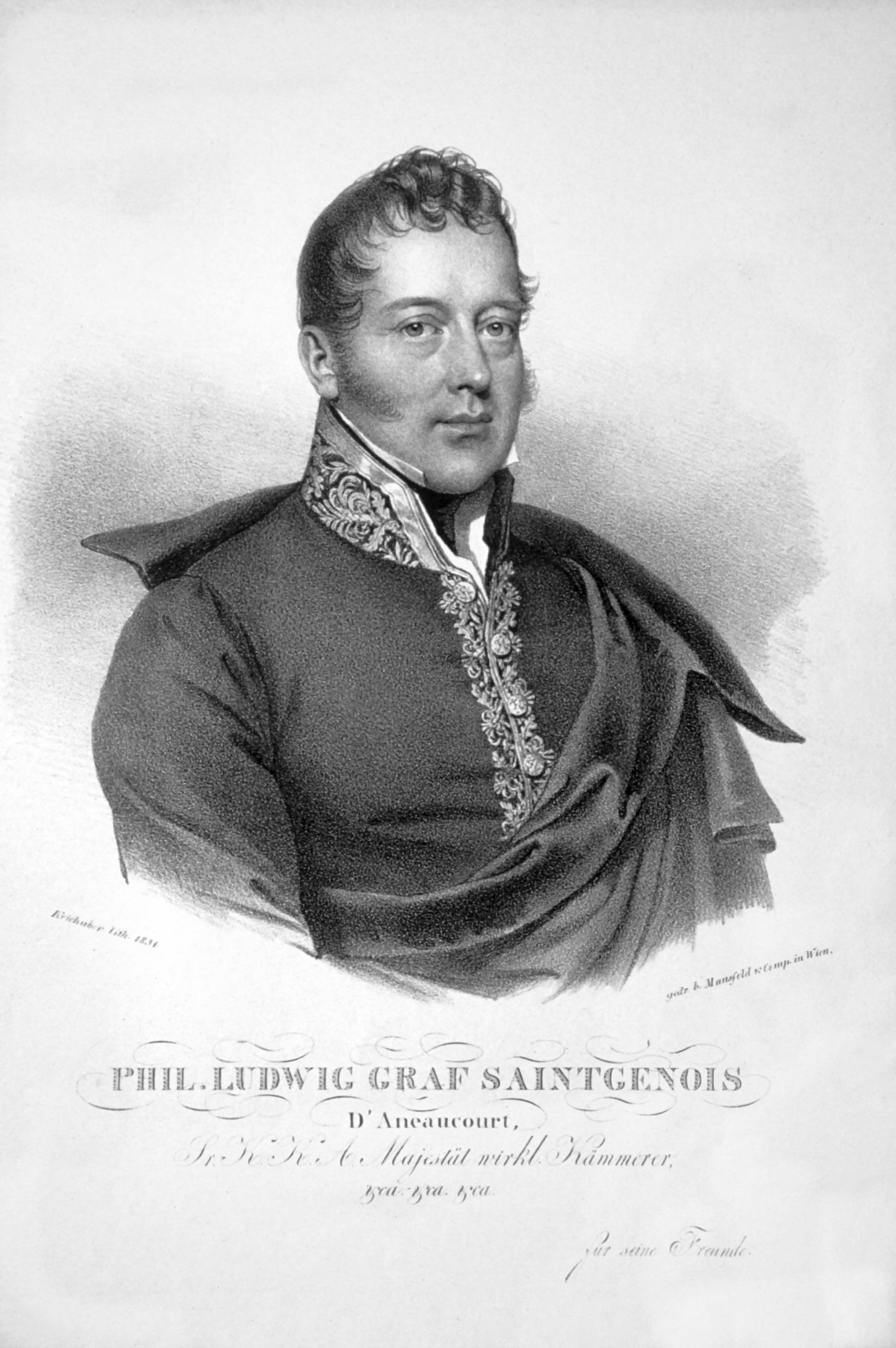
Filip Ludvík Saint-Genois, majitel Paskova v letech 1809–1846

Novým majitelem Paskova se v roce 1779 stal po delší době příslušník staré domácí šlechty. Za 125 000 koupil panství hrabě Josef Antonín Mitrovský z Nemyšle (1733–1808). Sloužil v armádě a dosáhl hodnosti c.k. polního zbrojmistra, po ukončení aktivní vojenské kariéry se trvale usadil v Paskově, kde se věnoval svým zájmům a mimo jiné vybudoval hodnotnou knihovnu. Jeho dědicem byl synovec Antonín Bedřich Mitrovský (1770–1842), který vlastnil i další statky a především působil ve vysokých státních úřadech. O Paskov neměl zájem a již v roce 1809 jej nabídl k prodeji. Za půl miliónu zlatých koupil panství podnikavý belgický šlechtic hrabě Filip Ludvík Saint-Genois d'Anneaucourt (1790–1857). Ten později skoupil několik dalších panství na Moravě, kromě toho vlastnil majetek ve Slezsku. Sídlil převážně na zámku Jaworze v sousedním Slezsku, ale i Paskovu věnoval svou pozornost. Inicioval stavební úpravy v klasicistním stylu, přispěl k rozšíření zámeckých sbírek. Za Saint-Genoisů proslul zámecký park, a to nejen bohatou skladbou dřevin, ale i architektonickým řešením doplněným o drobné stavební doplňky. Filip Ludvík předal správu majetku již v roce 1848 synu Mořicovi (1816–1886), který byl státním úředníkem a později krátce poslancem moravského zemského sněmu. Po požáru v roce 1869 došlo ke stavebním úpravám zámku. Mořic Saint-Genois o několik let později prodal zámek svému zeti Güntheru Stolbergovi.
V roce 1880 koupil velkostatek se zámkem hrabě Günther Stolberg-Stolberg (1845–1926), který byl dlouholetým poslancem moravského zemského sněmu. Ten opět v Paskově trvale bydlel a podnikl četné stavební zásahy. V letech 1888–1893 byl k hlavní budově zámku přistavěn balkón, později vznikla novobarokní kaple sv. Alžběty Durynské (1913), nová budova pro kuchyni a v letech 1907–1908 došlo k rozšíření zámeckého parku. Podle sčítání obyvatel v roce 1910 žilo na zámku kromě hraběcí rodiny 17 osob personálu. V režii velkostatku nadále zůstávaly prosperující podniky, například pivovar nebo mlýn přebudovaný v roce 1904 na vodní elektrárnu. Do pozemků velkostatku, které měly ještě koncem 19. století rozlohu přes 1000 hektarů půdy, zasáhla pozemková reforma, zámek a průmyslové podniky ale zůstaly v majetku Stolbergů. Posledním majitelem byl Güntherův syn JUDr. Otto Stolberg-Stolberg (1888–1945). Ten se přihlásil k německé národnosti a během okupace uvolnil část zámku jako lazaret pro zraněné německé vojáky. Na konci druhé světové války byl zatčen a krátce poté zemřel za nevyjasněných okolností v Ostravě.
Zámek byl v závěru druhé světové války vyrabován a z původního vybavení se nic nedochovalo. Na základě Benešových dekretů se v roce 1945 stal státním majetkem a později byl upraven pro potřeby onkologické léčebny. V souvislosti s tím byly do zámeckého areálu přistavěny nové budovy nerespektující památkové hodnoty. Zdravotnické zařízení fungovalo na zámku do roku 2004, poté zůstal objekt několik let prázdný. V roce 2013 přešel do majetku města Paskova, které jej nechalo zrekonstruovat. V roce 2018 bylo v zámku otevřeno Muzeum panství Paskov.

## Galerie

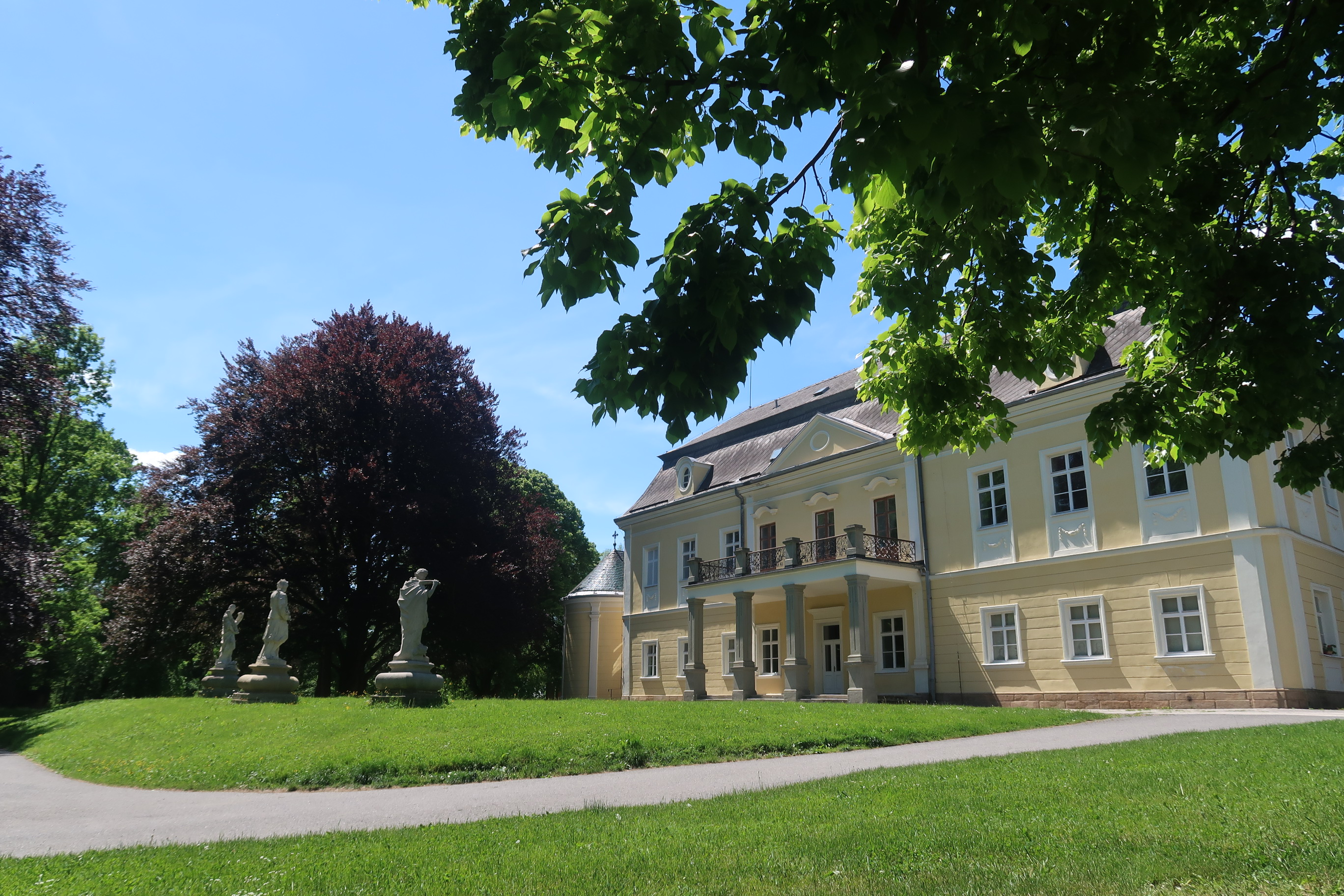
Hlavní budova zámku pohledem od severovýchodu
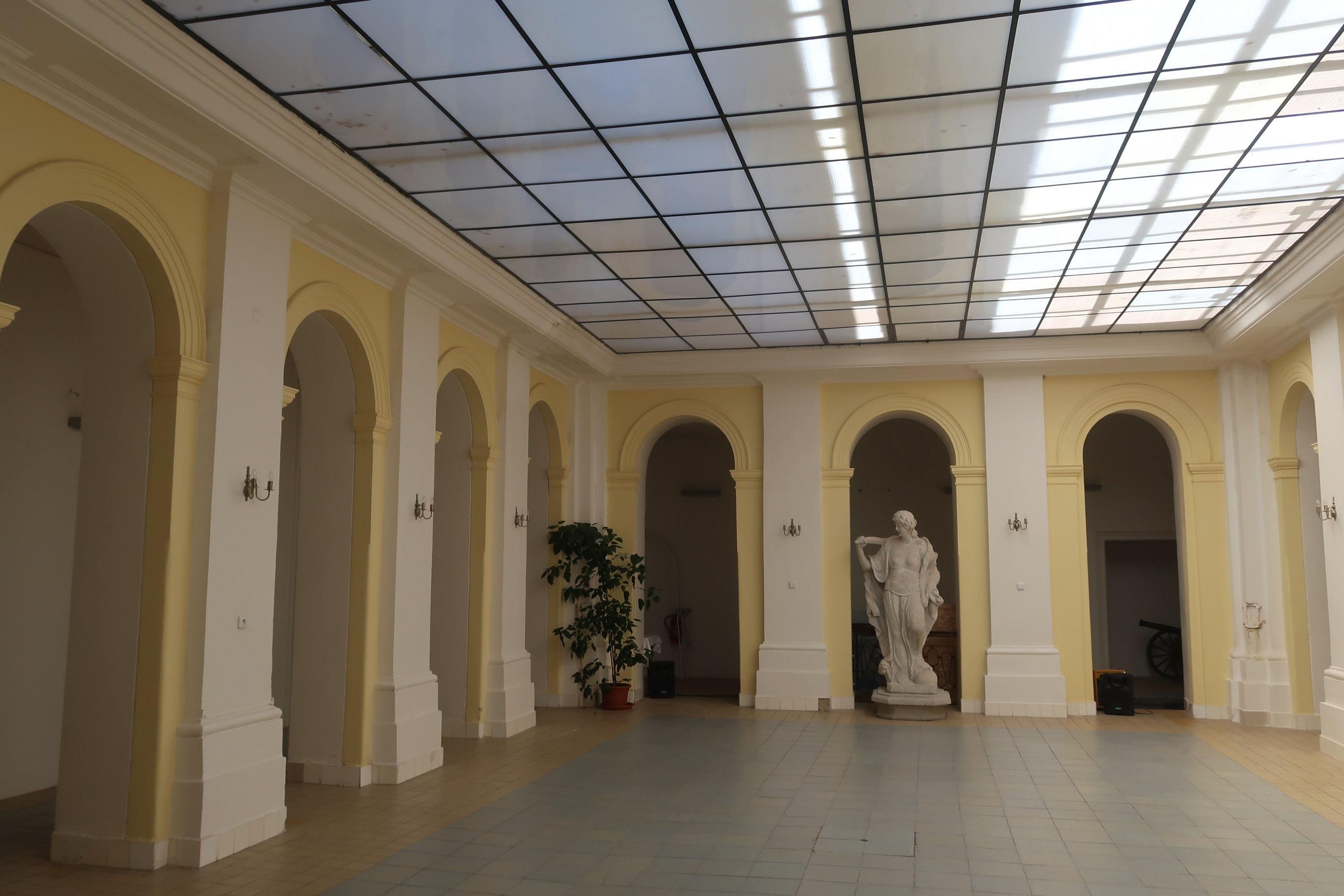
Nádvoří zámku upravené na vstupní vestibul
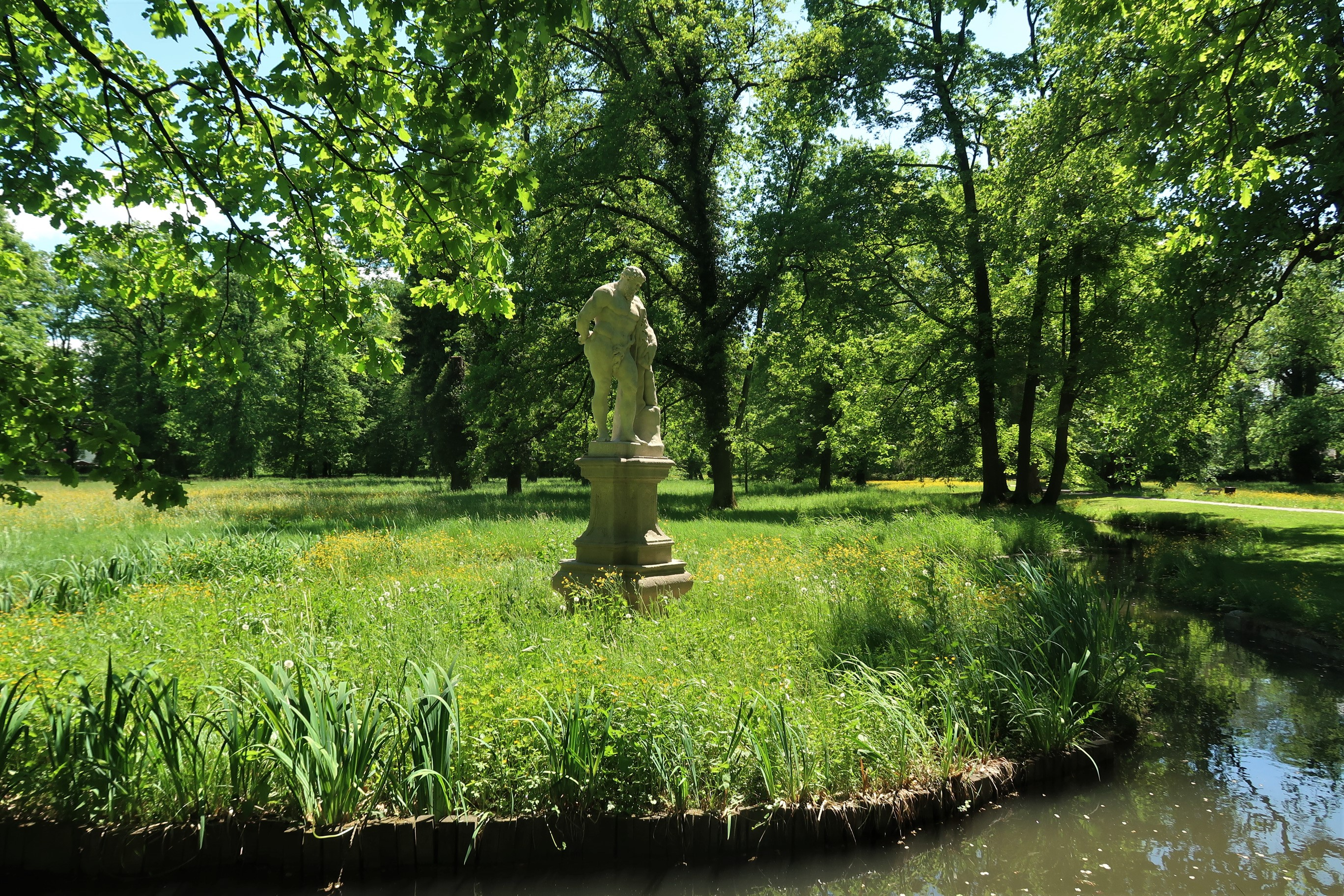
Socha Herkula v zámeckém parku
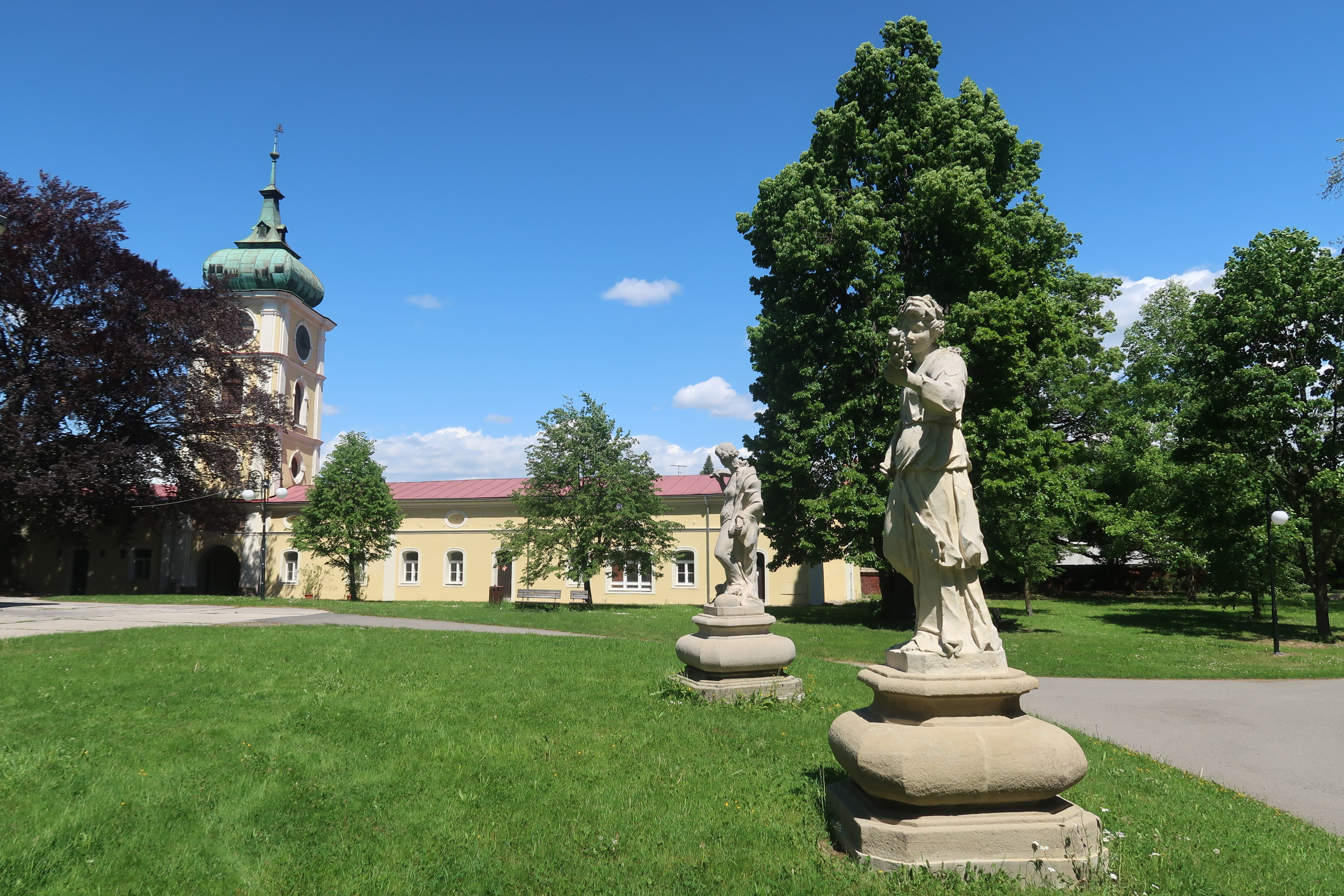
Budova předzámčí
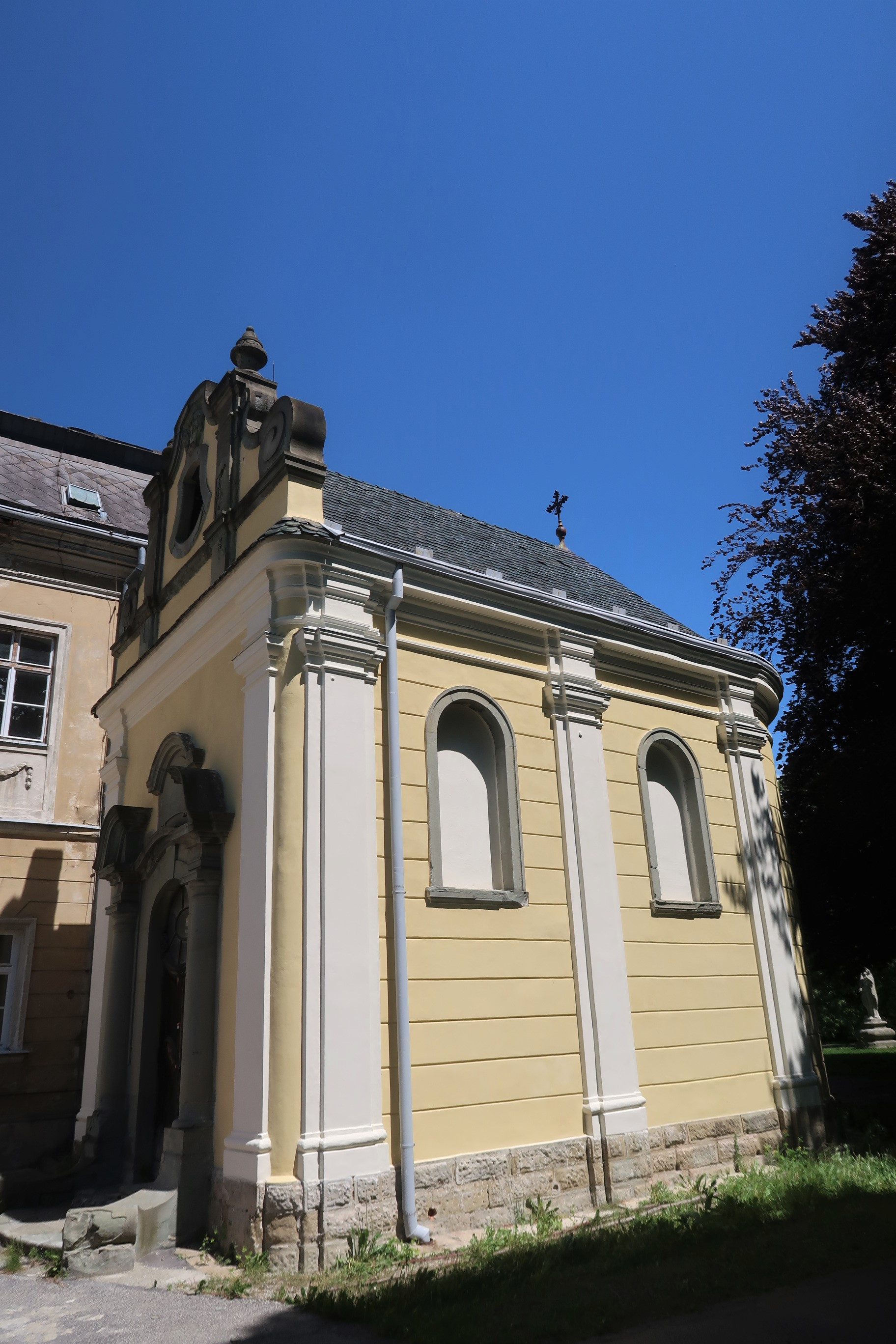
Novobarokní kaple sv. Alžběty
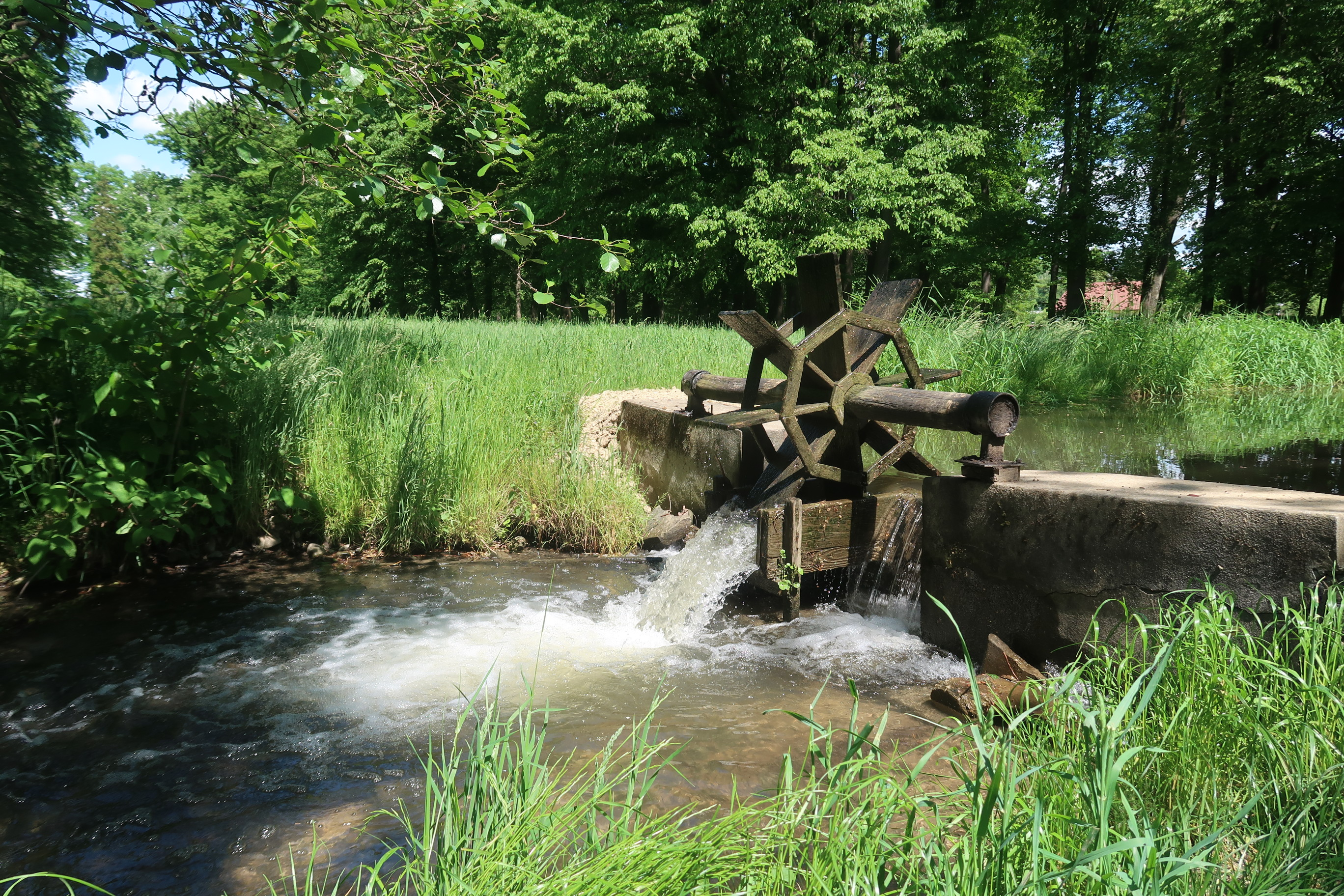
Zámecký park
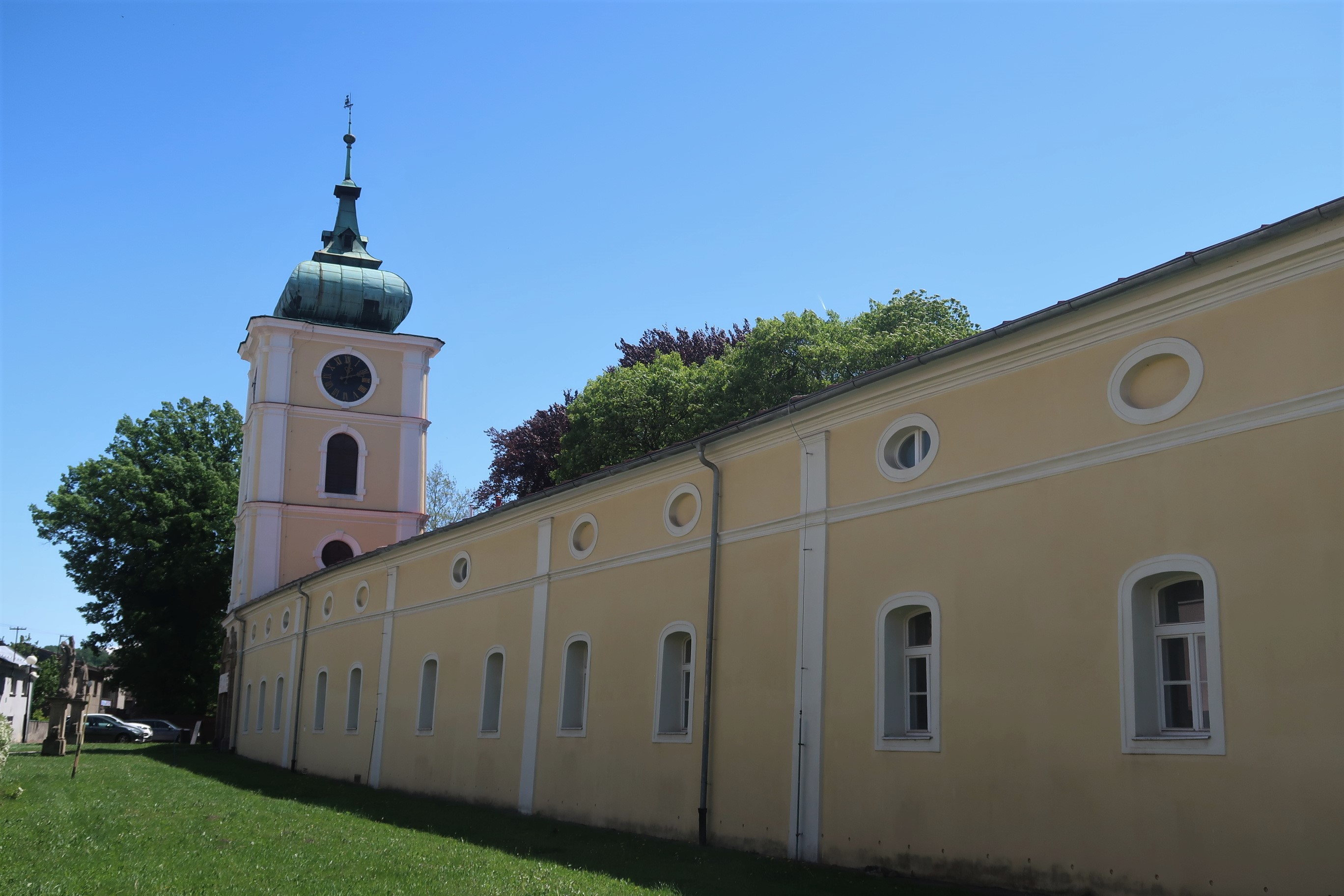
Budova předzámčí pohledem z Nádražní ulice
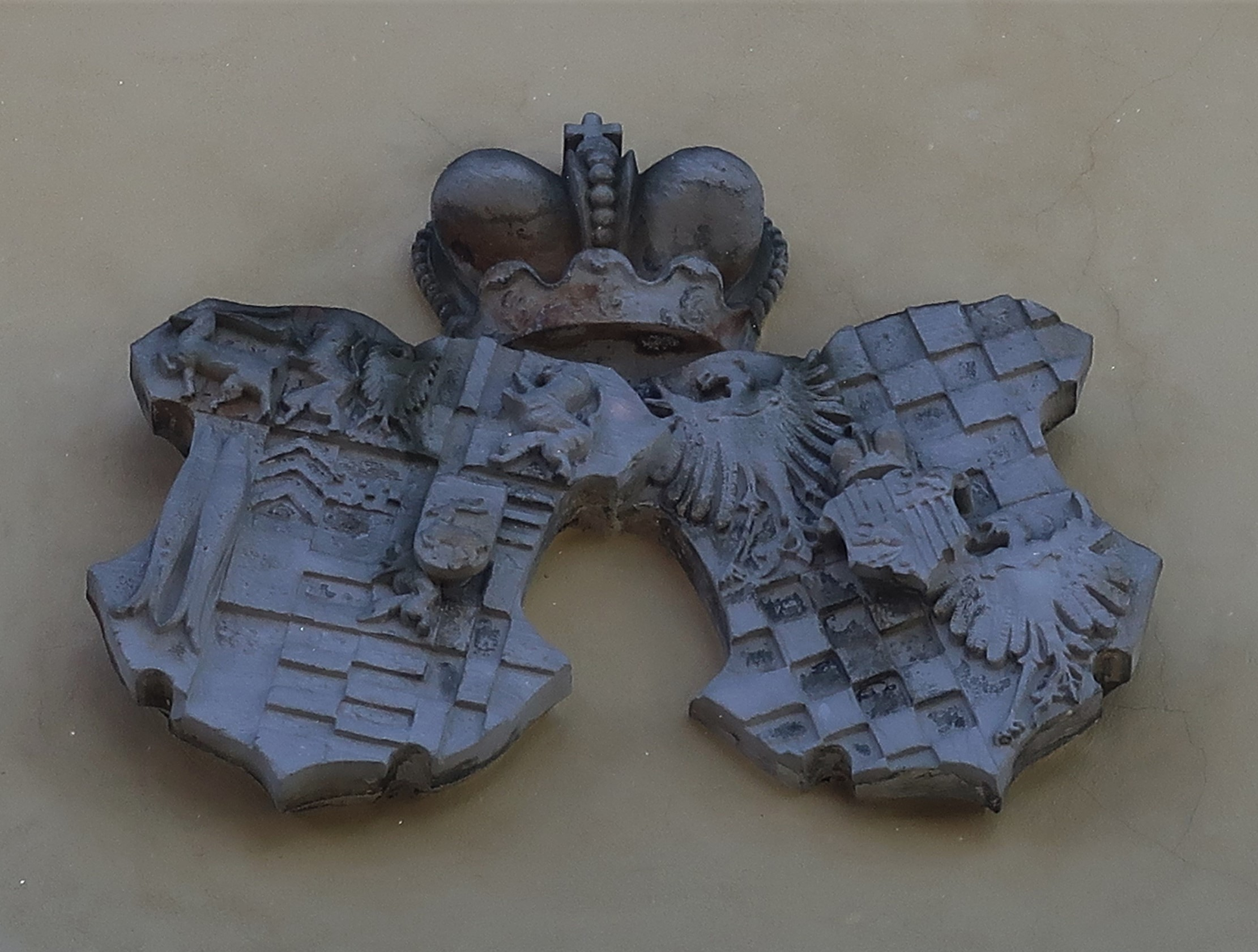
Alianční erb Stolbergů a Schaffgotschů nad hlavním vstupem do zámku